# Accelerator
Accelerator (一方通行 Ippō Tsūkō (Akuserarēta)?, "Camino de Único Sentido") es un personaje ficticio de To Aru Majutsu no Index. Es el esper más fuerte de Ciudad Academia.

## Perfil
Accelerator es un joven sádico, delgado y albino[cita requerida], por lo que tiene pelo blanco y ojos rojos. Esta apariencia es un efecto secundario de su poder que refleja la radiación ultravioleta, causando que su cuerpo dejara de producir pigmentos. Usa indumentaria blanca y negra y le gusta mucho el café.

## Antecedentes
Poco se sabe de su pasado, aunque el propio Accelerator menciona que alguna vez era un niño normal con un nombre normal. Un día activó por primera vez su habilidad, pero no pudo controlarla provocando una gran destrucción hasta que fue rodeado por las fuerzas de Ciudad Academia. Luego del incidente, Accelerator fue confinado a oscuros laboratorios y centros de investigación donde empezaron a experimentar con él y sus poderes, impidiéndole tener una niñez normal. Fue el centro de un experimento que buscaba convertirlo en el primer psíquico nivel 6, para lograrlo debía asesinar a 20.000 clones de Mikoto Misaka, también conocidas como las Sisters.

## Cronología
Novela 3: Accelerator ya ha asesinado a unas 10.000 clones. Mikoto intenta detener el experimento para salvar a sus clones, pero es Touma Kamijou quien finalmente se enfrenta a Accelerator. Touma utiliza su poder para negar la defensa de Accelerator y golpearlo.(Originalmente se revela que él fue capaz de controlar los vectores al momento en que su madre lo dio a luz,pues los doctores tuvieron miedo de su poder y fue echado de ciudad academia,más tarde acojido por aleister Accelerator contra-ataca utilizando los vectores del viento, pero Mikoto convence a sus clones de que usen sus poderes electromagnéticos para controlar las turbinas eólicas de Ciudad Academia, distorsionando el viento y evitando así que Accelerator lo controle. Sin poder controlar el viento, Accelerator termina siendo derrotado por Touma y el experimento se termina.
Novela 5: Accelerator tiene un encuentro con una clon de Misaka, Last Order, esta clon de aspecto infantil posee emociones (lo que sorprende a Accelerator) y también es la administradora de la red electromagnética formada por los cerebros de las 10.000 Sisters, la Red Misaka. Last Order cree que Accelerator no es una mala persona en el fondo y que en realidad quería asustar a las Sisters para que abandonaran el experimento, cosa que Accelerator niega. Un científico del proyecto nivel 6 llamado Ao Amai secuestra a Last Order y le inyecta un virus en su mente que al activarse se esparcirá a todas las clones por medio de la Red Misaka y causara que las clones ataquen a los humanos. Accelerator encuentra y derrota a Amai. El virus se comienza a activar y Accelerator utiliza todo su poder para controlar la bioelectricidad del cerebro de Last Order reescribiéndole su personalidad gracias a un backup con la personalidad de Last Order que logra memorizar de un dispositivo LED, y así borrar el virus antes de que se active. Amai se despierta y le dispara en la cabeza a Accelerator que está utilizando todo su poder de cálculo en reescribir la personalidad de Last Order y se le hace imposible poder reflejar la bala y borrar el virus a la vez, por lo que termina de borrar el virus y recibe el disparo el cual logra reflejar la bala milésimas de segundo después de haberle sacado el virus a Last Order pero de todas formas la bala atraviesa su frente y solo es reflejada antes de llegar a su cerebro, dejándolo inconsciente. Amai se da cuenta de que el virus fue detenido y se prepara para darle un tiro en la cabeza a Last Order, pero Accelerator despierta de inmediato con su frente y rostro ensangrentados y refleja la bala de Amai Ao hacia el, Accelerator se lanza hacia el para asesinarlo, pero pierde el conocimiento por la pérdida se sangre, Amai se dispone a darle el tiro de gracia pero es detenido por Kikyou Yoshikawa, otra investigadora del experimento nivel 6, y los dos se disparan al mismo tiempo terminando con la vida de Amai. Al otro día Yoshikawa se despierta en el hospital, a su lado esta el doctor Heaven Canceller quien le comenta que llegó viva al hospital gracias a que Accelerator usó su habilidad subconsciente-mente para controlar su flujo sanguíneo y así evitar que ella se desangrara, pero que Accelerator sufrió daño cerebral. El daño cerebral obliga a Accelerator a usar un bastón y a compensar las partes perdidas de su cerebro con un collar electrodo conectado a la Red Misaka, la batería del collar solo le permite activar su poder psíquico durante 15 minutos.
Novela 8: Awaki Musujime junto con otros espers intenta reconstruir el Tree Diagram utilizando un remanente del mismo. El Tree Diagram fue la supercomputadora que realizó los cálculos para el proyecto del nivel 6, fue destruida, pero existe el riesgo de que su reconstrucción provoque la reactivación del proyecto y ponga nuevamente en peligro a las Sisters. Las clones, Touma Kamijou, Mikoto Misaka y su amiga, Kuroko Shirai, intentan detener a Awaki pero esta se da a la fuga. Cuando esta por escapar de Ciudad Academia, es interceptada por Accelerator quien la derrota fácilmente y destruye el remanente.
Novelas 12 y 13: Accelerator se muda junto con Last Order y la investigadora Yoshikawa al apartamento de Yomikawa Aiho, una vieja amiga de Yoshikawa. También se encuentra por casualidad con la hechicera Index. Accelerator estaba paseando junto con Last Order por Ciudad Academia a la noche pero esta es secuestrada por los Hound Dogs, una organización secreta de Ciudad Academia, liderada por Amata Kihara, el antiguo tutor de Accelerator. Amata conoce las debilidades de Accelerator. El poder psíquico de Accelerator refleja los ataques al invertir sus vectores, por lo que si jalas un golpe antes de que conecte puedes golpear a Accelerator. Y si utilizas un aparato de sonido puedes alterar el viento y evitar que Accelerator lo controle. Usando estos métodos, Amata derrota a Accelerator quien escapa. Para ahorrar batería, Accelerator aniquila a los Hound Dogs utilizando tácticas psicológicas y armas de fuego pero al final termina usando su habilidad y durante su segundo enfrentamiento con Amata la batería se termina. Aun así, Accelerator continua peleando instintivamente y hasta consigue herir a Amata, pero este último recupera la ventaja. Accelerator está a punto de ser asesinado cuando un par de gigantescas alas negras aparecen en su espalda. Accelerator usa el poder de sus alas para asesinar fácilmente a Amata. Las alas desaparecen y unas personas llegan al lugar donde se encontraba Accelerator, utilizando telepatia se comunican con él y le ofrecen trabajar con ellos a cambio de garantizar la seguridad de las clones, Accelerator acepta la oferta antes de quedar inconsciente.
Novela SS1: Accelerator es en-listado en la organización secreta GROUP. Se muda a los dormitorios de la Academia Nagatenjouki dejando Last Order con Yoshikawa y Yomikawa para no involucrarlas en su nuevo y oscuro trabajo. El equipo técnico de GROUP modifica el collar de Accelerator para aumentar la duración de su batería a 30 minutos y permitirle a los directores de Ciudad Academia controlar el electrodo remotamente. De todos modos Accelerator dice que su problema no es la duración de la batería sino su dependencia en el collar, si el collar no funciona él no puede usar su habilidad. Por esta razón se entrena con armas de fuego y demuestra ser un buen tirador. La primera misión de Accelerator como miembro de GROUP es detener un gran golpe del grupo criminal Skill-out, asesinando a su líder, Ritoku Komaba. Komaba consigue interferir con la señal del collar de Accelerator utilizando pedazos de metal flotante. Con la señal del collar interferida, Accelerator no puede usar su habilidad así que utiliza su pistola para abrir un hueco en el techo de lona provocando una ventilación que limpio el aire del metal. Accelerator puede volver a usar su habilidad y derrota a Komaba. Komaba revela que el motivo de este golpe era para proteger a los Nivel 0 de un grupo de espers asesinos que querían matarlos por pura diversión y después se suicida. Accelerator respeta la última voluntad de Komaba y se encarga personalmente de todos esos espers asesinos. Ese mismo día conoce a Misuzu Misaka, la madre de Mikoto Misaka. Se entera de que el sucesor de Komaba, Shiage Hamazura, fue contratado por Ciudad Academia junto con Skillout para asesinar a Misuzu porque quiere llevarse a Mikoto fuera de Ciudad Academia porque la considera peligrosa. Accelerator viendo de que Misuzu tiene una relación con Last Order decide salvarla. Al final Misuzu es rescatada por Touma Kamijou con la ayuda secreta de Accelerator. Misuzu decide que su hija estará a salvo en Ciudad Academia mientras existan personas que la protejan por lo que los superiores cancelan la orden de asesinato. Accelerator después se encuentra con los principales miembros de GROUP: Motoharu Tsuchimikado, Awaki Musujime y Etzali.
Novela 14: Ciudad Academia pone a Accelerator al mando de un ataque aéreo a la ciudad de Aviñón, Francia. El plan original era bombardear todo Aviñón, pero Accelerator lo cambia a solo bombardear el Palais des Papes, donde se encuentran los verdaderos enemigos de Ciudad Academia, argumentando que sacrificar vidas honestas para completar la misión no es como actúa un "villano de primera clase" como él.
Novela 15: una guerra estalla entre las organizaciones secretas de Ciudad Academia y Accelerator se ve obligado a pelear con Teitoku Kakine, el segundo esper más fuerte. Kakine posee la habilidad de crear y controlar Materia Oscura, un material que no existe naturalmente en este mundo y que posee vectores que tampoco existen en este mundo, por lo que Accelerator no puede manipularlos. Kakine fabrica alas con su poder y Accelerator también crea alas de torbellinos controlados por vectores. Una dura batalla entre los dos espers más poderosos sacude a Ciudad Academia. Accelerator finalmente consigue analizar las alas de Kakine con su poder vectorial, volviéndose capaz de reflejarlas. Accelerator se prepara para matar a Kakine pero es detenido por Aiho Yomikawa, diciéndole que no necesita hacer eso y que ella lo sacara de la oscuridad en la que ha vivido toda su vida. Accelerator sede pero Yomikawa es lastimada por un enfurecido Kakine. Esto causa que Accelerator entre en un estado de ira, despertando sus alas negras. Kakine afirma que las alas de Accelerator están hechas de Materia Oscura. Accelerator termina derrotando a Kakine con facilidad con el poder de sus alas. Aiho despierta mientras está recibiendo tratamiento médico y contempla como Accelerator pierde el control de su poder debido a su ira. En medio e la destrucción aparece Last Order, se acerca a Accelerator a pesar de lo peligroso que es esto y consigue calmarlo con sus palabras y su sonrisa. Las alas desaparecen y Accelerator cae inconsciente en los brazos de Last Order, la cual lo abraza cariñosa-mente.
Novela 19: Accelerator es enviado junto con GROUP a detener a un grupo terrorista. Accelerator asesina a los terroristas sin herir ningún rehén y se entera de que su demanda era información sobre una organización del Lado Oscuro mucho más secreta que GROUP, llamada DRAGON. Accelerator se dispone a interrogar a los terroristas sobrevivientes pero son asesinados por un guardaespaldas de Shiokishi, uno de los Directores de Ciudad Academia. El guardaespaldas le advierte que no se meta en este asunto, pero eso solo aumenta las sospechas de Accelerator quien comienza a investigar. Accelerator se reencuentra con Shiage Hamazura quien lo confunde con un enemigo y empiezan a pelear. Accelerator derrota a Shiage y al darse cuenta de que es un malentendido se retira. GROUP se alía con la Directora Monaka Oyafune y se enfrenta a las fuerzas de Shiokishi. Shiokishi intenta apagar remotamente el collar de Accelerator pero este instala un dispositivo en su bastón que le permite bloquear la señal electromagnética que apaga el collar. Después de una dura batalla, GROUP derrota a Shiokishi y cuando lo están interrogando sobre DRAGON, este les dice que está detrás de ellos. Inmediatamente el director colapsa junto con los otros miembros de GROUP dejando a Accelerator solo con una extraña entidad que dice que él es DRAGON y que su nombre es Aiwass. Aiwass le explica que él es un ángel artificial creado a partir de los poderes de todos los espers de Ciudad Academia y que es capaz de manifestarse gracias a la Red Misaka, pero que esto podría provocar la muerte a Last Order. Al oír esto, a Accelerator activa su habilidad que lo vuelve el Esper más poderoso de Ciudad Academia y se lanza contra Aiwass para asesinarlo, pero el ser atraviesa fácilmente la defensa de Accelerator hiriéndolo de gravedad, Accelerator se enfurece y le crecen sus alas negras y con estas ataca a Aiwass. Pero Aiwass derrota fácilmente a Accelerator con sus alas doradas. Aiwass le dice que la única forma de salvar a Last Order se encuentra en Rusia. Accelerator toma a Last Order que se encuentra en estado crítico; destroza su celular para cortar su conexión con GROUP, Yomikawa y Yoshikawa y se marcha a Rusia.
Novelas 20, 21 y 22: Rusia le declara la guerra a Ciudad Academia, desatando la Tercera Guerra Mundial. Accelerator llega a Rusia con Last Order quien esta tan mal que debe ser cargada por Accelerator y apenas puede estar consciente por cortos periodos de tiempo. Accelerator se enfrenta a fuerzas de Ciudad Academia y Rusia, durante su combate encuentra un documento mágico escrito en piel de cordero, después se revela que es una pieza importante en el plan del causante de la tercera guerra mundial, Fiamma de la Derecha. Después de derrotar a todos sus oponentes sin ningún problema, una chica de al parecer la misma edad que él se le aparece, ella es Misaka Worst, la más nueva, poderosa y malvada de todas las Sisters. Misaka Worst le dice a Accelerator sobre los planes de Ciudad Academia para empezar una nueva producción de clones y una nueva Red Misaka, para esto ella fue enviada para asesinar a Last Order que ya es obsoleta. Accelerator es incapaz de lastimar a Misaka Worst por el trauma que tiene con el experimento nivel 6 que le impide lastimar a otra Sister de nuevo. Misaka Worst procede a torturarlo psicológica-mente al decirle que ella representa todos los aspectos negativos de la Red Misaka por lo que puede decir que todas las Sisters lo odian pero no pueden expresarlo porque no tienen programada esa emoción pero que ella si y que los sentimientos de Last Order hacia él no son más que fallas en su programación. Accelerator está destrozado mentalmente y comienza a ser torturado físicamente por Misaka Worst. Last Order intenta ayudar a Accelerator controlando a Misaka Worst con su poder como la comandante de las Sisters, pero Misaka Worst tiene instalados dispositivos en su cuerpo que le permiten resistir la orden y se prepara para matar a Last Order. Accelerator entra en una crisis emocional y ataca a Misaka Worst. Accelerator termina rompiendo el brazo a Misaka Worst y comienza a reírse. Misaka Worst tenía una forma de interferir la señal del collar electrodo de Accelerator utilizando su poder, pero Accelerator no le dio la oportunidad de usarlo. Misaka Worst intenta suicidarse por haber fallado, pero Accelerator la salva para demostrarle a los de Ciudad Academia que no siempre tienen razón y que el también puede proteger y no solo matar. Accelerator sigue en una crisis emocional y sus gigantescas alas negras aparecen ante una aterrada Misaka Worst. En ese momento, Accelerator ve a Touma Kamijou, el héroe que salvó a las Sisters del experimento, y lo ataca. Accelerator no puede entender como un villano como él terminó siendo el guardián de Last Order y termina echándole la culpa a Touma, argumentando que si un héroe como él hubiese aparecido antes Last Order no habría sufrido tanto. Pero Touma le responde que los héroes son innecesarios y que lo que de verdad importa es el deseo de proteger a las personas. La pelea se desata. Incluso sí Touma niega las alas, estas crecen de nuevo. Accelerator recibe golpes y Touma recibe explosiones de tierra y piedra causadas por las alas, ambos son más fuertes que la última vez que pelearon. Accelerator divide sus dos alas en cien y ataca a Touma desde todos los ángulos, pero Touma agarra una de las poderosas alas de Accelerator con su mano derecha y al jalar de ella le quita su balance a Accelerator. Después de una difícil pelea, Touma termina derrotando a Accelerator de nuevo.
Accelerator despierta junto con Last Order y Misaka Worst en un destacamento que se dirige a Elizarina, un país ficticio recientemente independizado de Rusia. Usando su habilidad analiza a Last Order quien ha sido estabilizada con la mano derecha de Touma, pero solo es un arreglo temporal y solo le da más tiempo para salvarla. En busca de enemigos, Accelerator se reencuentra con Shiage Hamazura y lo salva de las fuerzas de Ciudad Academia. Gracias a Accelerator, Misaka Worst está viva y libre del control de Ciudad Academia, ella hace las pases con Accelerator y decide ayudarlo a salvar a Last Order. Fiamma invoca la Estrella de Belén, una fortaleza mágica flotante, y con ella invoca al Arcángel Gabriel. Accelerator junto con Hyouka Kazakiri y Acqua de la Retagurdia consiguen derrotar al Arcángel. Después de la batalla, Accelerator aprende a usar magia y desarrolla un hechizo para curar completamente a Last Order aunque sufre daños al utilizarlo debido a que los espers no pueden usar magia sin sufrir daños. Accelerator y Last Order se abrazan y confiesan que desean estar juntos por siempre. Pero este momento es interrumpido cuando Fiamma de la Derecha dispara desde la Estrella de Belén un poderoso ataque mágico que provocara destrucción masiva. El cambio en la mentalidad de Accelerator y su deseo de proteger a Last Order y Misaka Worst provoca que le crezcan alas blancas y un aro del mismo color aparece sobre su cabeza, tomando la forma de un ángel blanco. Con sus nuevas alas, Accelerator detiene el ataque salvando a millones de personas de una destrucción masiva.
La Tercera Guerra Mundial ha finalizado con el armisticio de Rusia. Accelerator obliga a los directores de Ciudad Academia que dejen de fabricar y usar a las Sisters y que liberen a todos los estudiantes obligados a trabajar en las organizaciones secretas de Ciudad Academia.
Novela NT1: Accelerator regresa junto con Last Order y Misaka Worst al apartamento de Aiho Yomikawa y Kikyou Yoshikawa. Pero su paz no dura mucho y unos nuevos enemigos aparecen. Una nueva organización secreta compuesta por ciborgs-espers que se hacen llamar a sí mismos los Freshmen intentan matar a Fremea Seivelun, hermana menor de Frenda, la exmiembro de ITEM. Hamazura Shiage logra salvar a Fremea con la ayuda de Accelerator, y luego se encarga de derrotar a Kuroyoru Umidori, líder de los Freshmen. Al final Hamazura y Accelerator se encuentran con Touma Kamijou y Leivinia Birdway, la joven líder de una cábala mágica, quienes les explican la existencia de la magia y de como un nuevo conflicto mayor que la Tercera Guerra Mundial se acerca a Ciudad Academia por parte del Lado de la Magia.
Novela NT2: Accelerator, Shiage Hamazura y Touma Kamijou tienen una charla con Index y Leivinia Birdway a cerca de la magia y sobre sus nuevos enemigos, los Gremlins. Accelerator se encuentra con sus antiguos compañeros de GROUP y conoce a los amigos de Touma Kamijou y Shiage Hamazura. Los Gremlins envían una fortaleza voladora a aplastar a Touma Kamijou. La fortaleza es guiada por un artefacto mágico ubicado en algún lugar de Ciudad Academia. Accelerator utiliza su recién adquirido conocimiento de la magia para usarla y encontrar el artefacto mientras que Touma Kamijou y Shiage Hamazura lo destruyen.
Novela NT3: Gremlin, una organización global que es una fusión de la magia y la ciencia. Al parecer, esta organización misteriosa apareció de repente después de la Tercera Guerra Mundial y está trabajando en secreto en Hawái. Touma y los demás se dirigen a Hawái. El grupo se compone de Touma Kamijou, Mikoto Misaka, Accelerator, Shiage Hamazura, Misaka Worst, Umidori Kuroyoru y Leivinia Birdway. En el momento en que llegan a Hawái, el ataque por parte de la los Gremlins empieza. Durante las múltiples batallas que se libran en Hawái, el grupo recibe la inesperada ayuda del presidente de Estados Unidos, Roberto Katze.
Novela NT5 y NT6:
Novela NT7:

## Poderes
El poder psíquico de Accelerator le permite manipular los vectores que toca. Él ha mostrado las siguientes formas de usar su poder:
- Reflejar casi cualquier tipo de ataque.

- Controlar los flujos sanguíneos y eléctricos del cuerpo.

- Incrementar su fuerza a niveles sobrehumanos.

- Manipular el viento.

- Fabricar cuatro tornados unidos a su espalda para poder volar.

- Fabricar y manipular plasma, al comprimir el aire en un solo punto.

- Bloquear el sonido.

Después de sufrir daño cerebral, las partes perdidas de su cerebro tuvieron que ser compensadas con un collar electrodo conectado a la Red Misaka. La batería del collar al principio solo le permite usar su poder psíquico durante 15 minutos, aunque este tiempo es después incrementado a 30 minutos.
Accelerator también ha demostrado la capacidad de formar alas de energía. Accelerator no necesita del collar o de la Red Misaka para manipular los vectores cuando tiene estas alas. No obstante, Accelerator solo puede manifestar estas alas cuando sus emociones están desbordando, no importa si las emociones son positivas o negativas.el Railgun de Mikoto Misaka (el cual viaja a tres veces la velocidad del sonido). Se ha mencionado que incluso es capaz de manipular vectores provenientes de las 11.ª dimensión, por lo que también es inmune a los ataques que transportan objetos directamente al cuerpo, que utilizan los espers con habilidades de teletransporte (como viajes en el tiempo o espacio/tiempo) por lo que quedaria inaludible de ese tipo de poderes que afecten con el espacio tiempo.